# Timoeridische architectuur

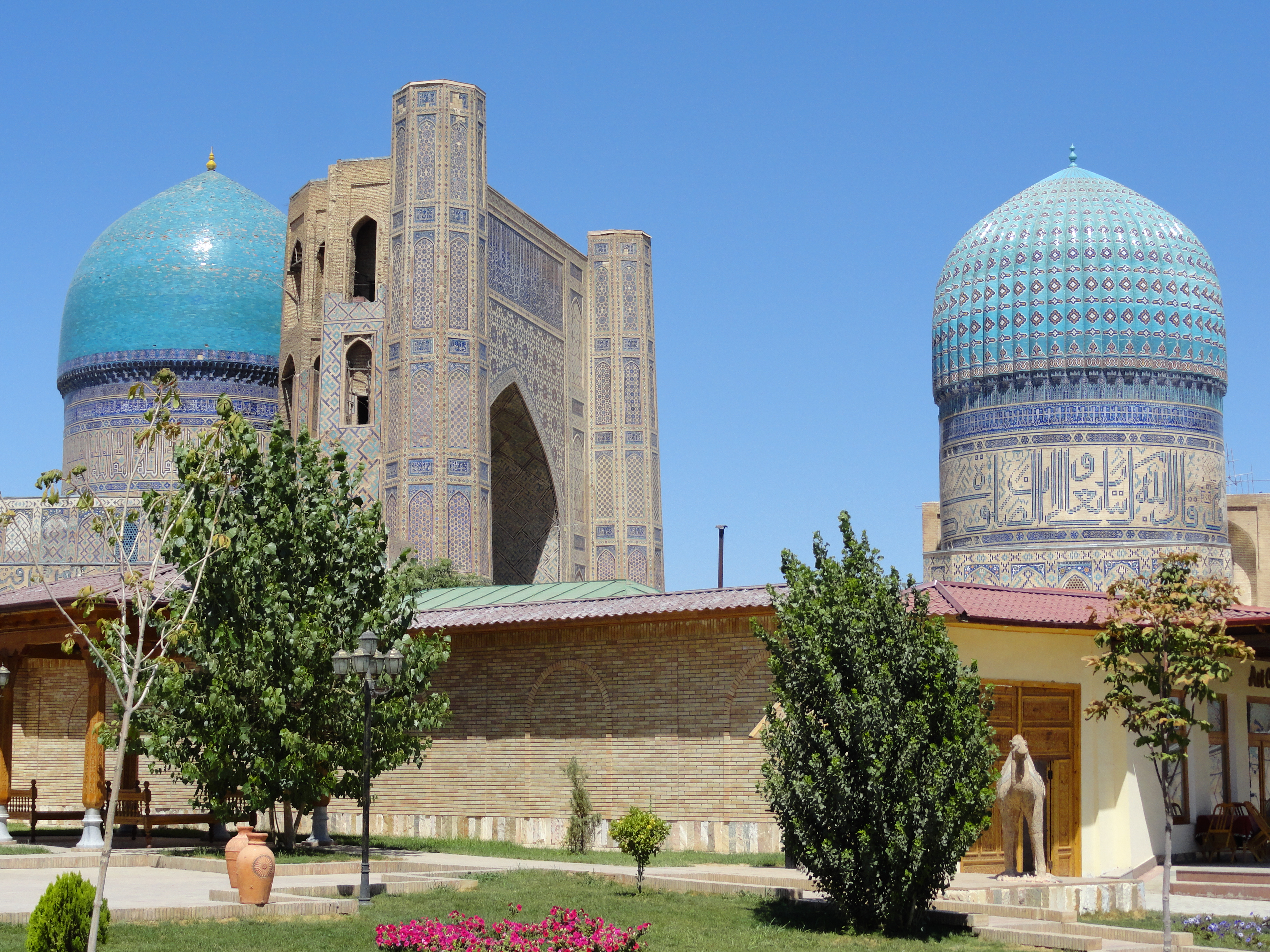
Moskee in Samarkand in Timoeridische stijl.

De Timoeridische architectuur is een bouwkunst dat zich in Iran en Centraal-Azië ontwikkelde tijdens de late 14e en 15e eeuw. Het Timoeridische rijk dat het grootste deel van Centraal-Azië veroverde, bouwde in de regio vele paleizen, mausolea en moskeeën. De stijl is gemaakt om er onderscheidend uit te zien door de grootsheid van de architectuur, de luxueuze decoratie in het tegelwerk en de geometrie. Deze stijl verspreidde zich, samen met andere stijlen van Timoeridische kunst, over het Timoeridische rijk en inspireerde vele architectuurstijlen voor andere rijken in het Midden-Oosten en het Indiase subcontinent.